# Rhynchophorus phoenicis
Rhynchophorus phoenicis (лат.) — вид жуков из семейства долгоносиков.

## Распространение
Обитают в тропической и экваториальной Африке. Широко распространены от Сенегала до Эфиопии, Нигерии и ЮАР.

## Варианты
- Rhynchophorus phoenicis var. niger Faust, 1899
- Rhynchophorus phoenicis var. ruber Faust, 1899

## Описание и жизненный цикл
Длина может достигать 25 мм. Эти крупные жуки считаются серьёзными вредителями пальмовых плантаций, повреждая молодые пальмы, в основном видов Cocos nucifera, Metroxylon sagu, Raphia spp., Elaeis guineensis и Phoenix dactylifera.
Жизненный цикл такой же, как у других членов рода Rhynchophorus. Взрослые особи (имаго) откладывают яйца в отверстия на стеблях отмирающих или повреждённых частей пальм. После вылупления личинки долгоносика роют ходы в стволе и питаются побегами и молодыми листьями, нередко приводя к гибели растений-хозяев. Личинки этого пальмового долгоносика съедобны.